# Tekaranga Village
Tekaranga Village är en ort i Kiribati.   Den ligger i örådet Maiana och ögruppen Gilbertöarna, i den södra delen av landet, 40 km söder om huvudstaden Tarawa. Tekaranga Village ligger 10 meter över havet och antalet invånare är 114.
Terrängen runt Tekaranga Village är mycket platt.  Närmaste större samhälle är Bubutei Village, 14,6 km söder om Tekaranga Village. 